# بزين (كوهمرة خامي)
بزين (بالفارسية: پزین) هي قرية تقع في إيران في قسم كوهمرة خامي الريفي. يقدر عدد سكانها بـ 16 نسمة بحسب إحصاء 2016.